# Linard Bardill

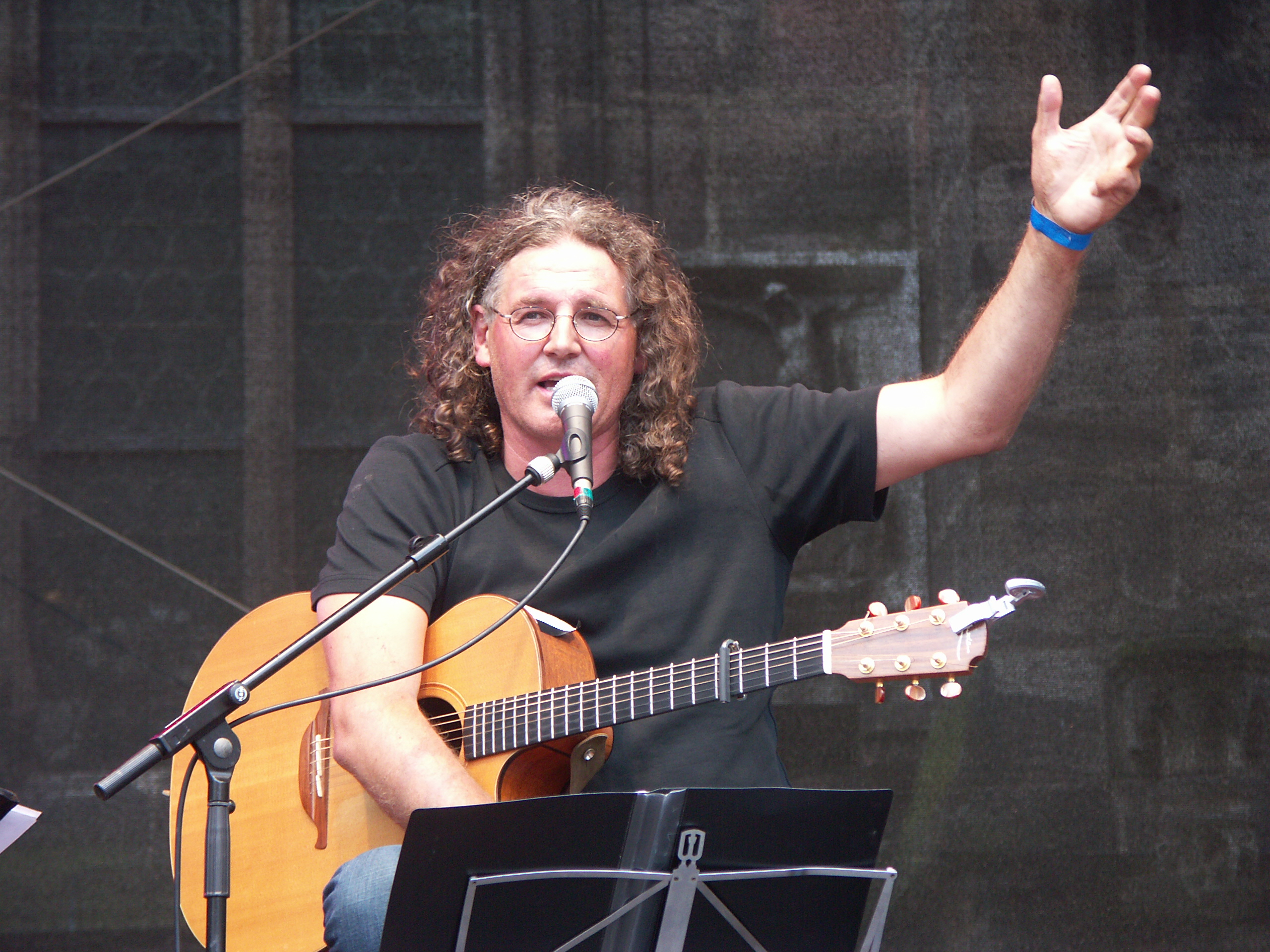
Linard Bardill 2009 beim «Bardentreffen» Nürnberg, Auftritt gemeinsam mit Pippo Pollina

Linard Bardill (* 16. Oktober 1956 in Chur) ist ein Schweizer Liedermacher und Schriftsteller.

## Werdegang
Linard Bardill wuchs im deutschsprachigen Bündner Dorf Cazis auf. Über seine Mutter hat er Wurzeln ins rätoromanischsprachige Unterengadin und Münstertal. In Cazis wurde schon in frühen Jahren seine Stimme im Kirchenchor geschult. Auf Empfehlung seiner Kircherchor-Leiterin begann er im Alter von 13 Jahren an Hochzeiten und Familienfeiern aufzutreten. Bardill absolvierte nach der Matura an der Evangelischen Mittelschule Schiers das Studium der Evangelischen Theologie an der Universität Zürich, das er 1984 abschloss. Seit seinem Erfolg Luege was der Mond so macht, getextet vom Berner Kindergärtner Lorenz Pauli, startete er seine Karriere als Schweizer Kinderliedermacher.
Das Atelier Bardill in Scharans wurde im Jahr 2007 von dem Bündner Architekten Valerio Olgiati erbaut.

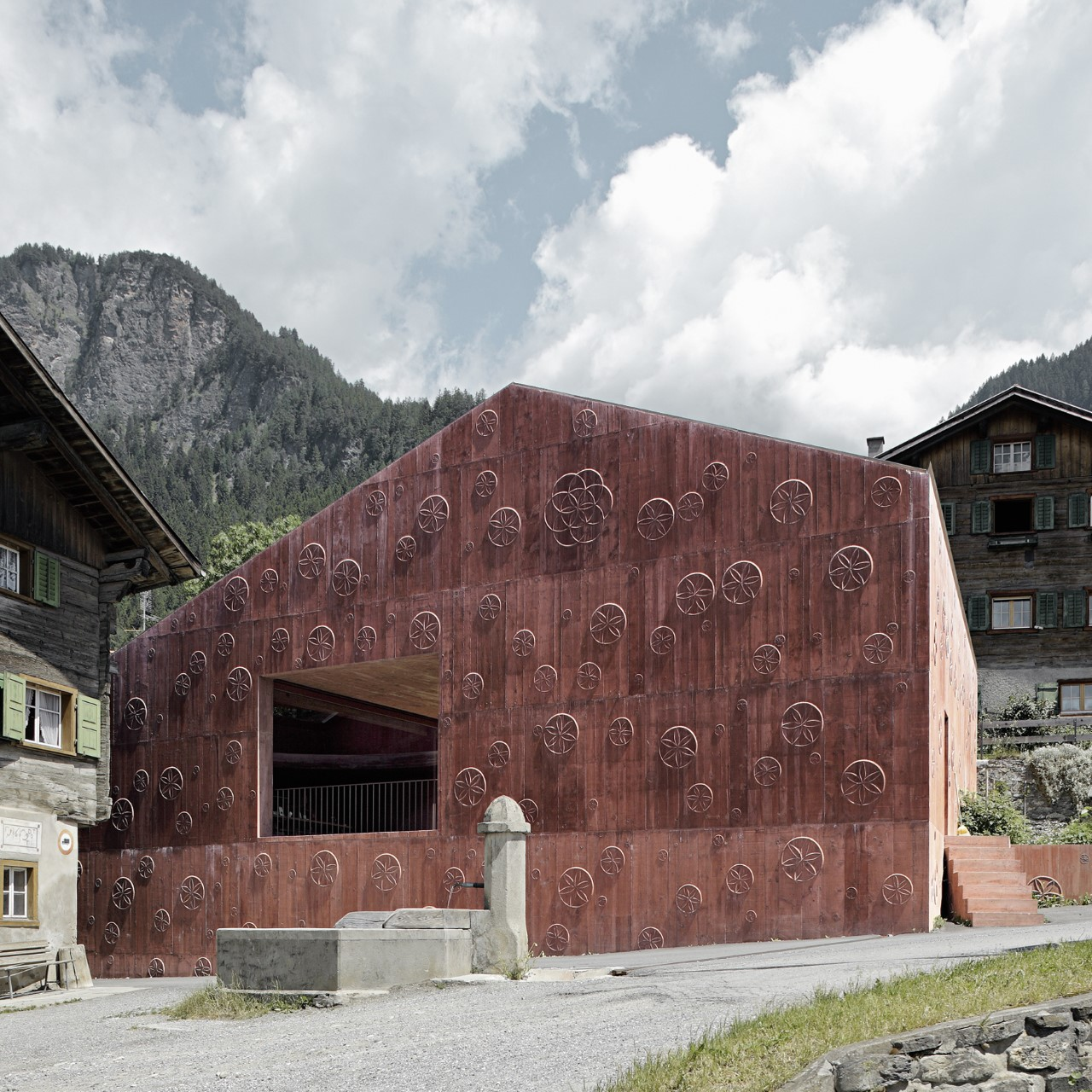
Atelier Bardill, Scharans

Am 5. Mai 2018 gab Bardill bekannt, dass er als Parteiloser für den Bündner Regierungsrat kandidiert. Seine Kandidatur blieb ohne Erfolg.
Linard Bardill fiel während der Coronapandemie durch seine skeptischen Äusserungen auf.

## Werke

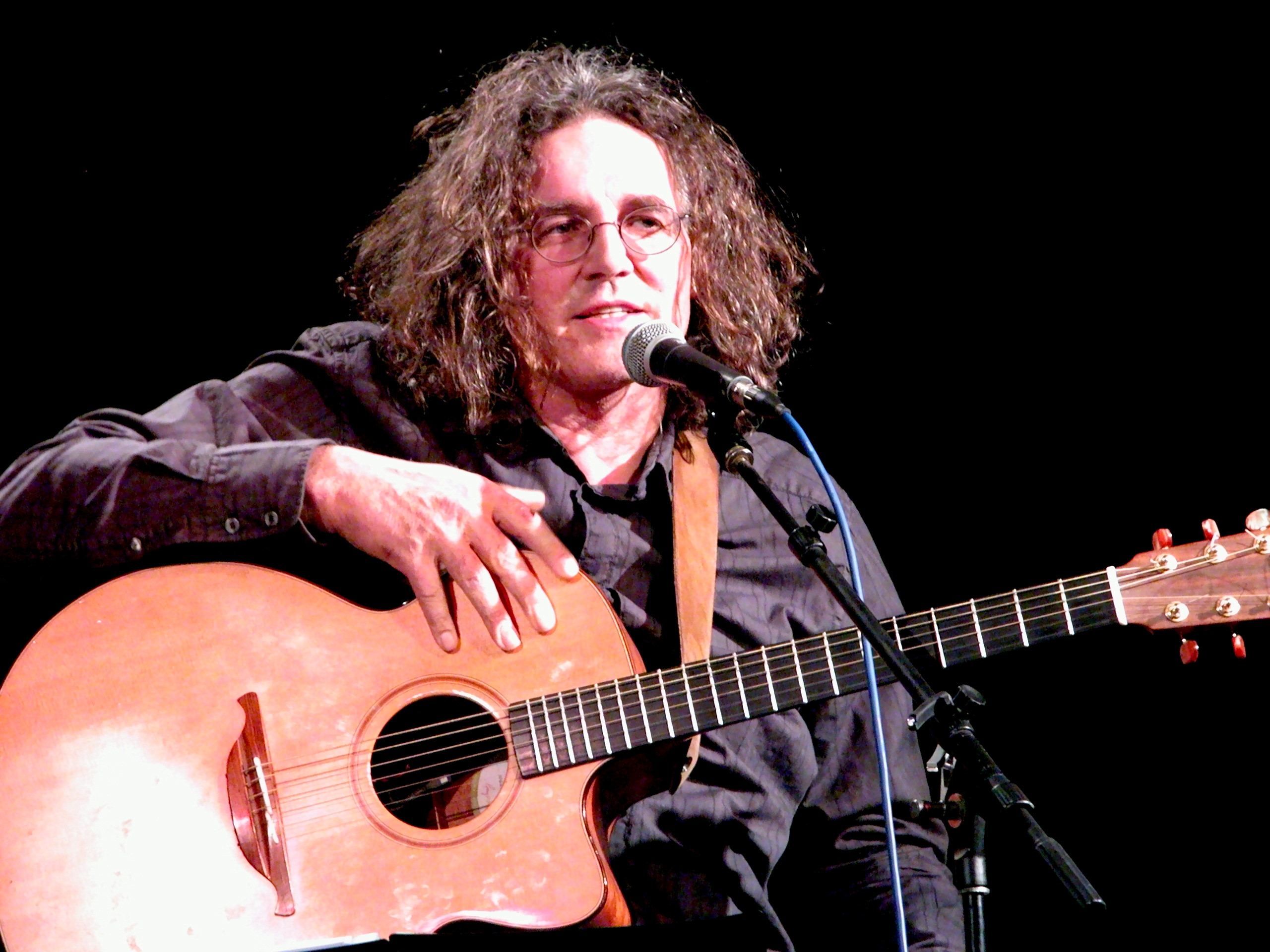
Linard Bardill

Linard Bardills Werke sind CDs und Romane, sowohl für Erwachsene als auch für Kinder und Jugendliche. Sein erstes Programm, Cul asen pel muont aint von 1985, war eine Liederreise von Dorfplatz zu Dorfplatz, das erste Bühnenprogramm war 1986 Das Feuerwasser der Rätoromanen heisst Marenghin. Seither tritt er mit Liedern und Geschichten sowohl solo als auch mit anderen Künstlern wie Pippo Pollina, Walter Lietha, Roland Zoss oder Corin Curschellas auf.
Seine Werke sind in Deutsch (Schriftdeutsch und Mundart), Vallader und Rumantsch Grischun geschrieben.

### Musik für Kinder
- 1996: Luege was dr Mond so macht
- 2000: Was i nid Weiss, Weiss mini Geiss
- 2004: Sternschnuppesuppe
- 2006: D’Vogelhochzyt
- 2006: Mini Geiss Goes Polkajazz
- 2006: Mia Flotta Lisalotta
- 2007: I singe vo der Sunne
- 2011: Mis Zauberbett heist Bernadett
- 2015: Linard, Monti & die Musik
- 2019: Gretta suna la trumbetta
- 2021: Doppelhas Gwundernas

### Klassische Musik für Kinder
- 2002: Luege, was dr Mond so macht
- 2004: Doppelhas und Beltrametti
- 2005: I wett im ene Baum wohne
- 2009: Die Rose von Jericho

### Hörgeschichten für Kinder
- 1999: Lieder und Gschichte us em Rucksack vom Andri
- 2003: Marzimuus und Zauberpan
- 2005: Dr Doppelhas im Imachglas
- 2006: Schlau Und Klaui, Räubergeschichte
- 2006: Gimli, der Zweg
- 2007: Zaubermuus Und Marzipan
- 2007: Dr Doppelhas wird Götti
- 2007: Dr Doppelhas git Gas
- 2007: Beltrametti schlürft Spaghetti
- 2008: Ami Sabi Im Schneewunderland
- 2009: Verzellt Grimm Mäli – Ds Rotkäppli
- 2009: Es Gschenk für de Doppelhas
- 2010: Nicht so schnell, Wilhelm Tell
- 2010: Verzellt und singt Grimm Märli (Vol. 2)
- 2010: Schlau und Klaui im Weltall
- 2011: Verzellt und singt Grimm Märli (Vol. 3)
- 2011: Ami Sabi Im Summerwunderland
- 2012: Dr Doppelhas wird Wirt
- 2013: Verzellt und singt Grimm Märli (Vol. 3)
- 2014: D’Abentür vom Clà Ferrovia
- 2015: Hans im Glück
- 2016: Dr Dokter Dr. Doppelhas
- 2017: Der Pro Gütterli rettet d’Welt (nattüterli!)
- 2018: Dr Doppelhas Guru Magari
- 2019: Benita Benidi Benid I
- 2020: Schlaui und Klaui (Vol. 2)
- 2021: Doppelhas Gwundernas

### Musik für Erwachsene
- 1985: Strampedemi
- 1988: Lieder verbrannter Dichter
- 1989: Auf’s Leben Los
- 1991: Tanz auf den Feldern
- 1994: Nachttiere
- 1996: Tamangur
- 1997: Luege, was dr Mond so macht (CH: Gold)
- 2002: Insieme (gemeinsam mit Pippo Pollina)
- 2003: Labyrinth
- 2005: Han di gära wie du wirsch
- 2006: 1 Traum & 12 Lieder
- 2008: Café Caflisch (gemeinsam mit Pippo Pollina)
- 2009: Dis Land - Mis Land
- 2009: Di nuovo insieme (gemeinsam mit Pippo Pollina)
- 2014: Scharans... if you make it there
- 2022: #NU#

### Weitere Werke
- Nachtgesichte. Lyrik, Bern 1984
- Fortunat Kauer. Roman (Deutsch und Rumantsch grischun), Bern 1998
- Das geheimnisvolle Buch. Aus dem Rucksack von Andri. Kinderbuch, Bern 1998
- Das gelbe Ding. Kinderbuch mit Illustrationen von Miriam Monnier, Gossau 2001
- Ro und die Windmaschine. Jugendroman, Gossau 2001
- Ro und Gambrin. Jugendroman, Gossau 2002
- Die Baumhütte Falkenburg. Kinderbuch mit Illustrationen von Miriam Monnier, Gossau 2002
- Ro Ramusch. Jugendroman, Gossau 2003
- Beltrametti kann nicht schlafen. Kinderbuch mit Illustrationen von Miriam Monnier, Gossau 2003

## Auszeichnungen
- 1989: Deutscher Kleinkunstpreis
- 1990: Salzburger Stier
- 2000: Anerkennungspreis des Kantons Graubünden